# Robert Wight

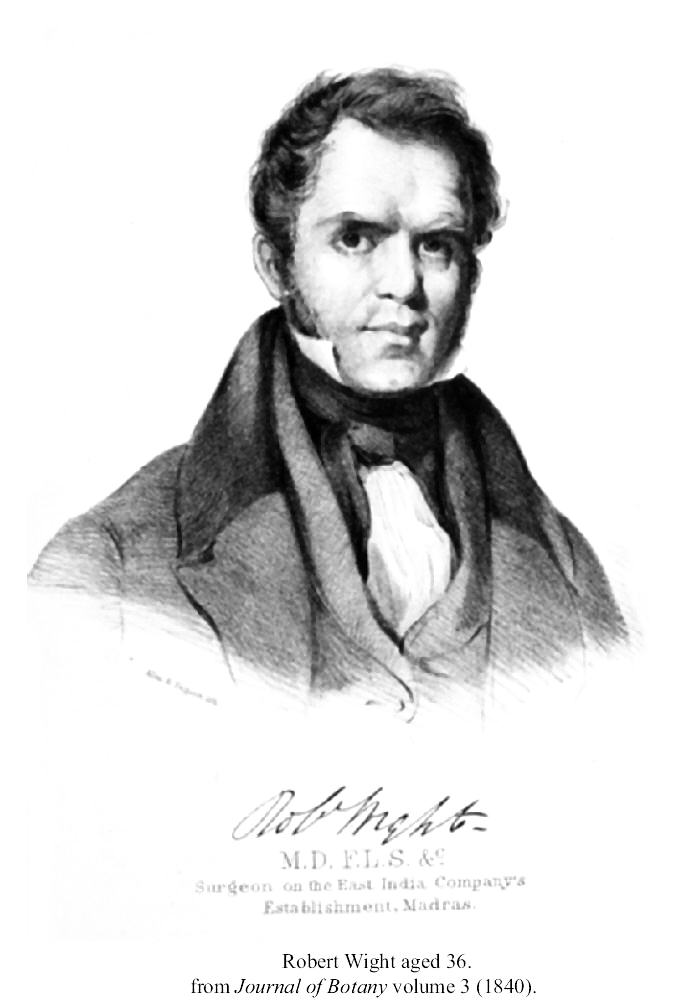
Robert Wight im Alter von 36 Jahren, Lithographie

Robert Wight (* 6. Juli 1796 in Milton (East Lothian), Schottland; † 26. Mai 1872 in Reading, England) war ein schottischer Botaniker und Chirurg. Sein offizielles botanisches Autorenkürzel lautet „Wight“.
Wight verbrachte 30 Jahre seines Lebens in Britisch-Indien und war unter anderem der Direktor des Botanischen Gartens in Madras. Sein berühmtestes Werk sind die Icones Plantarum Indiae Orientalis (Illustrationen der Pflanzen Ostindiens), die 1856 in sechs Bänden erschienen.

## Biografie
Robert Wight wurde am 6. Juli 1796 in Milton, einem Weiler in der Nähe von Pencaitland in East Lothian, als zwölftes von vierzehn Kindern geboren, sein Vater war Mitglied der Writers to the Signet, einem Verein schottischer Solicitoren. Er besuchte die Royal High School in Edinburgh und später die Universität Edinburgh, wo er seine medizinische Ausbildung im Jahr 1816 erfolgreich abschloss.
Nach dem Studium begann seine Arbeit als Schiffschirurg und er kam 1819 erstmals nach Indien. Da wurde er zuerst Assistenzchirurg und dann Chirurg des 33. Regiments der Native Infantry der Britischen Ostindien-Kompanie. Nach drei Jahren wurde er wegen seines offensichtlichen Interesses für Botanik in den Botanischen Garten nach Madras versetzt. Von 1826 bis 1828 legte er eine umfangreiche botanische Sammlung an, die er an William Jackson Hooker nach Glasgow schickte. 1828 wurde er wieder als Chirurg in eine Garnison nach Nagapattinam zurückversetzt.
1831 erkrankte er und kehrte für drei Jahre nach Schottland zurück, er brachte über zwei Tonnen gesammeltes Pflanzenmaterial mit, insgesamt über 100.000 Einzelpflanzen aus 3000 bis 4000 verschiedenen Arten. Diese wurden von George Arnott Walker Arnott untersucht.
Wight publizierte die Spicilegium Nilghiriense in zwei Bänden mit 200 farbigen Bildtafeln. Zwischen 1840 und 1850 gab er dann die Illustrations of Indian Botany in zwei Bänden heraus und schließlich zusammen mit Arnott die Prodromus Florae Peninsulae Indicae. Wight war vor allem an großen Illustrationen der indischen Pflanzen interessiert. Für sein Hauptwerk, die Icones Plantarum Indiae Orientalis, ließ er die Illustrationen von zwei indischen Künstlern namens Rungiah und Govindoo anfertigen. Anders als die anderen britischen Botaniker der Zeit schrieb er die Werke den einheimischen Künstlern auch zu. Er benannte sogar eine Gattung der Orchideen, die Govindooia, nach Govindoo. Das Werk war der erste Versuch, eine Flora von Indien zu schaffen, auch wenn das Projekt nicht vollendet wurde.
Wieder in Indien arbeitete Wight in Coimbatore auf einer experimentellen Baumwollfarm. Er war Mitbegründer der Madras Agri-Horticultural Society. 1853 kehrte er endgültig nach Großbritannien zurück; dort starb er 1872 auf seinem Landsitz in der Nähe von Reading in England.

## Werke
Seine Arbeiten wurden von Archive.org und anderen digitalisiert:
- Icones Plantarum Indiae Orientalis, Band 1,Band 2,Band 3, Band 4, Band 5, Band 6
- Handbook To The Ferns Of British India Ceylon And The Malay Peninsula, Digitalisat
- Description of a new Genus of Tree-Lizards from the higher Ranges of the Anamallays, Digitalisat

## Ehrungen
1832 wurde er zum Mitglied der Deutschen Akademie der Naturforscher Leopoldina gewählt.
Ihm zu Ehren benannte Nathaniel Wallich 1830 die Gattung Wightia aus der Pflanzenfamilie der Scrophulariaceae. Es wurden auch mehrere Orchideenarten nach Wight benannt, wie Aerides wightianum, Doritis wightii und Saccolabium wightianum.